# Kumlingeslaget
Kumlingeslaget utgjorde kulmen av det åländska upproret under finska kriget 1808–1809 som utkämpades mellan Sverige och Ryssland. 
Upproret startade i Jomala sockenstuga den 19 mars 1808 och spred sig snabbt över Åland för att kulminera på Kumlinge den 9 maj 1808 (eller 10 maj 1808 – uppgifterna varierar) då en åländsk bondehär bestående av cirka 450 bönder och drängar besegrade och tillfångatog den drygt 450 man starka ryska hären utanför Kumlinge prästgård där den hade sitt högkvarter.

## Bakgrund
Ryssarna hade kommit till Åland via isen redan i början av kriget. I början av maj började ryssarna bli oroliga med anledning av islossningen, som gjorde deras återtågsväg ofarbar. Då gav den ryske befälhavaren order till ålänningarna att göra alla större båtar färdiga inom 24 timmar och såga dem ut genom det omgivande isbältet till öppet vatten samt utlämna alla vapen. Detta vid hot om att annars "näsor och öron skulle avskäras" på både kronobetjäning och bönder och allesammans deporteras till Sibirien.
En länsman Eric Arén kom då med det djärva förslaget att man skulle försöka rädda sig genom att överfalla och tillfångataga inkräktarna. Han satte sig i förbindelse med pastorsadjunkten Henrik Gummerus, och de två männen ställde sig i spetsen för en allmän folkresning. Genom budkavle utgick maning från gård till gård. Ålänningarna lyckades övermanna och tillfångata de ryska avdelningar som var posterade här och där på öarna, på ett par ställen efter en stunds skottväxling.

## Slaget
Men ännu stod den ryske överbefälhavaren med huvudstyrkan, 450 man, på Kumlinge, en kal klippö längst österut. Bönderna fick hjälp av besättningarna på ett par mindre svenska krigsfartyg som kommit över från Stockholm för att bistå dem.
I åländska bondehären, ledd av prästen Henrik Gummerus, omkom tre och tre sårades och i den ryska truppen, ledd av överste Vuitsch, omkom en och åtta sårades.
Efter överste Vuitsch kapitulation återstod runt cirka 50 ryska soldater på Brändö som efter en kort strid gav upp samma dag, och i och med detta var Åland återigen under svensk kontroll.

## Efterspel
Gummerus belönades med tapperhetsmedalj och fältprosts rang med åtföljande traktamente. Hans medhjälpare Arén fick också tapperhetsmedalj. När Gustav IV Adolf överlämnade den till honom yttrade han: "Jag önskade, att var och en undersåte vore utav den tanke som denne man. Då vore åtminstone min börda lättare." Arén hugnades dessutom med en årlig extra pension för sina krigiska förtjänster.
1920, efter Finlands självständighet, restes en minnessten till hundraårsminnet av slaget på Fälberget bredvid apoteket på Kumlinge.
Inskriptionen lyder:
| TILL MINNE                  |
| AV TAPPRA FÄDERS BRAGD 1808 |
|                             |
| ÅLANDS UNGDOM RESTE VÅRDEN  |
| DEN — 1920                  |